# Replica 1
Replica 1是由Vince Briel在斯蒂夫·沃兹尼亚克（Steve Wozniak）的授权下於1976年设计生产的Apple I复制机。Replica 1在功能上与原版Apple I几乎一样，但使用更新的零件及较小、简化过的主板。Replica 1使用与Apple I一样的MOS Technology 6502做为内核与设计基础。与原版Apple I一样，Replica 1使用简单的AV端子输入/输出以连接至电视機，并保持了许多当时的特性，例如鍵盤缺乏删除键。
苹果電腦公司并不反对这项计划，因为該公司共同創辦人沃兹尼亚克已经许可，且Apple I实际上可说是Wozniak自己的作品，因为它在公司成立前即已出产。苹果公司曾释出关于Apple I的所有材料给Apple I Owners Club。
Briel Computers贩卖两种型式的Replica 1，一种是已经组合好的，另一种是需要自己动手组装的。稍早前的一个修改版本附了一个序列I/O卡，可使任何在Replica 1上编写的程序或Replica 1使用的程序存储于任何个人电脑的硬盘上。由于录音机（原版Apple I使用之存储装置）的短缺，这对于存储程序是必须的。该I/O卡亦可安装于原版Apple I上。
最新的Replica 1——Replica 1第二版——于2006年6月上市。第二版除了整合上一版的I/O卡之外新增了USB介面。其他改进包含内置的电源供应器（旧版需另接PC用的电源供应器）及电源指示灯。
Replica 1在ROM中内置Apple I BASIC以提供快速、简单的编程功能及KRUSADER Assembler编译器－该编译器提供强大的符号组合编程环境并包含解译器及低阶纠错器。

## 未来发展
新的扩展介面即将准备好量产，并有一些相关扩充装置正在开发－包含Compact Flash介面支持(CFFA)及除错卡。